# Bathydoridoidei
Bathydoridoidei zijn een infraorde van weekdieren uit de klasse van de Gastropoda (slakken).

## Taxonomie
De volgende superfamilie is bij de infraorde ingedeeld:
- Bathydoridoidea Bergh, 1891